# Несторион (вестник)
„Несторион“ (на гръцки: Νεστόριον, или Нестрам) е гръцки вестник, издаван в село Нестрам (Несторион).
Вестникът започва да излиза през 30-те години на XX век. Издател му е деецът на ВМРО (обединена) Атанасиос Карвайвенотис (Атанас Карвайотов) и се печата на костурски диалект с гръцки букви.
Предназначен е главно за емиграцията в САЩ, Канада и Австралия, като включва народни песни, гатанки, приказки и други.